# Edmond Halley

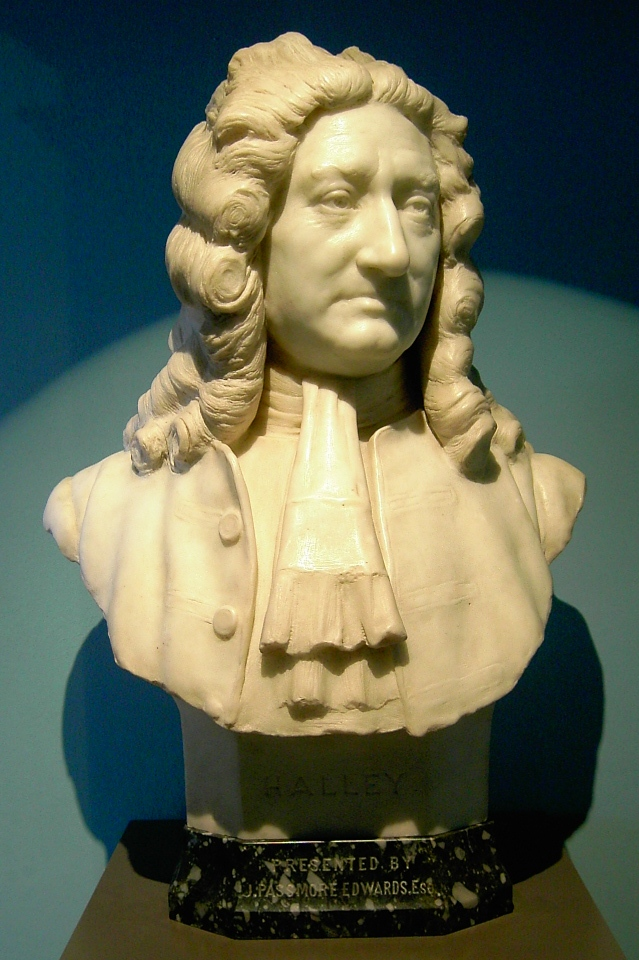
Popiersie Halleya (Królewskie Obserwatorium Astronomiczne w Greenwich)

Edmond Halley (imię zapisywane także jako Edmund; ur. 29 października?/8 listopada 1656 w Haggerston, Shoreditch koło Londynu, zm. 14 stycznia 1741?/25 stycznia 1742 w Greenwich) – angielski astronom i matematyk. Odkrył ruchy własne gwiazd oraz istnienie eliptycznych orbit kometarnych, przepowiadając powrót komety znanej dziś jako kometa Halleya.

## Życiorys
Syn Edmonda Halleya, bogatego producenta mydła. W 1673 w wieku 17 lat Edmond Halley wstąpił do Queen’s College w Oksfordzie. Do 1678 obserwował niebo nad południową półkulą z Wyspy Świętej Heleny, tworząc rejestr 372 gwiazd. Następnie wrócił do Anglii. Do tego czasu nie dostał jeszcze dyplomu ukończenia uczelni. Ostatecznie na wniosek króla Karola II otrzymał go bez egzaminu końcowego.
W maju 1679 został wysłany do Gdańska przez Roberta Hooke’a, aby zweryfikować kwestionowane przez członków Towarzystwa Królewskiego (Royal Society) obliczenia położenia gwiazd dokonywane bez przyrządów optycznych przez Jana Heweliusza, skądinąd także członka Towarzystwa. Do lipca razem z gdańskim astronomem weryfikował obliczenia przy pomocy swych instrumentów, m.in. kwadranta z lunetami. Weryfikacja zakończyła się pomyślnie.
Zainteresowanie problemami grawitacji oraz prawami Keplera odnośnie do ruchów planet skłoniło go do odwiedzenia w sierpniu 1684 Isaaca Newtona, który przedstawił mu swoje nieupublicznione prace wyjaśniające wątpliwości. Halley przekonał Newtona do napisania pracy Philosophiae Naturalis Principia Mathematica (1687), po czym sfinansował jej druk.
W 1693 na podstawie zestawień narodzin i zgonów sporządzonych przez wrocławskiego pastora Caspara Neumanna opracował wzorzec obliczania składek emerytalnych dla powstających funduszy ubezpieczeniowych. W swej analizie potraktował Wrocław jako miasto wzorcowe – niebędące portem (który odwiedza większa liczba cudzoziemców) i leżące w spokojnym obszarze kontynentu. Według jego wyliczeń pod koniec XVII w. miasto miało mieć ok. 34 tys. mieszkańców, z czego mężczyzn w wieku poborowym, między 18 a 56 lat, 9027. Śmiertelność dzieci wynosiła 45% między 1. a 6. rokiem życia. Na podstawie swoich analiz sformułował także wnioski dla rządzących, sugerując zniechęcanie do bezżenności zarówno przez wysokie podatki, jak i przymus służby wojskowej oraz nawołując władze do wspierania rodzin wielodzietnych, tj. mających powyżej dwojga dzieci. Z kolei pomoc dla biednych polegać miałaby na tworzeniu miejsc pracy, aby ubodzy mieli szansę samodzielnego zarobienia na życie. Zaproponowany przez Halleya sposób wyliczania składek w zależności od wieku w niektórych towarzystwach ubezpieczeniowych przetrwał do końca XVIII w.
W 1693 zastosował rtęć jako ciecz termometryczną w termometrze. W 1720 objął stanowisko Astronoma Królewskiego.
Jego wkład w ówczesną naukę był ogromny. Jak pisze Bill Bryson w swojej książce („Krótka historia prawie wszystkiego”): „Edmond Halley (...) w ciągu swej (...) kariery był kapitanem statku, kartografem, profesorem geometrii na University of Oxford, (...), astronomem nadwornym, wynalazcą pełnomorskiego dzwonu nurkowego. Pisał autorytatywne teksty na temat magnetyzmu, prądów morskich i ruchów planet, a także o skutkach używania opium. Opracował koncepcję mapy pogody, (...) zaproponował sposób pomiaru Ziemi oraz jej odległość od słońca (...)”.

## Upamiętnienie
Aby uhonorować jego dokonania i wkład do astronomii, jego nazwiskiem nazwano krater na Księżycu, krater na Marsie, planetoidę oraz kometę (której wprawdzie nie odkrył, lecz jako pierwszy wysunął przypuszczenie, że kometa zaobserwowana w 1682 jest tym samym ciałem, które wcześniej widziane było w latach 1456, 1531 i 1607).